# Cimoliornis
Cimoliornis es un género extinto de pterosaurio que solo abarca a la especie Cimoliornis diomedeus. Es conocido a partir de un metacarpo parcial (hueso de la zona inferior de ala) cuyo fósil fue encontrado en estratos del período Cretácico Superior en la Formación English Chalk en el Reino Unido.